# En Thora-skriver
En Thora-skriver er en dansk dokumentarfilm fra 1975 instrueret af Tue Ritzau efter eget manuskript.

## Handling
Optagelser af, hvordan en skriver bærer sig ad med at prente hebraiske bogstaver på pergament.